# Nicolás Issa Wagner
Nicolás José Issa Wagner (Guayaquil, 25 de septiembre de 1979) es un abogado y político ecuatoriano.

## Biografía
Nació el 25 de septiembre de 1979 en Guayaquil, provincia de Guayas. Realizó sus estudios superiores en la Universidad Católica de Santiago de Guayaquil, donde obtuvo el título de abogado. Durante su tiempo en la universidad fue elegido presidente de la asociación de estudiantes de derecho, con Viviana Bonilla como su vicepresidenta.
Desde edad temprana se vio inmerso en el mundo de la política por influencia de su padre, el exdiputado y dirigente partidista Nicolás Issa Obando.
Entró a la vida pública en 2006 como asesor del Ministerio de Salud Pública. Al año siguiente, durante el gobierno del presidente Rafael Correa, fue designado director del Servicio de Rentas Internas en Guayas.
En octubre de 2008 fue nombrado Ministro del Litoral, convirtiéndose en el ministro más joven del gabinete. A finales de enero de 2010 el Ministerio del Litoral fue suprimido por el presidente Correa, quien aseveró que sus funciones serían realizadas por la Secretaría Nacional de Planificación y Desarrollo.
En las elecciones legislativas de 2013 fue elegido asambleísta en representación del distrito 3 de la provincia de Guayas por el movimiento Alianza PAIS.
En mayo de 2017 fue nombrado director del Servicio de Gestión Inmobiliaria del Sector Público por el presidente Lenín Moreno, entidad que fue suprimida el 19 de mayo de 2020. En julio del mismo año el presidente Moreno lo nombró Secretario General de la Presidencia.